# The Wiz
Pour les articles homonymes, voir Le Magicien d'Oz.
Ne doit pas être confondu avec The Wiz (film).
The Wiz est une comédie musicale américaine de Charlie Smalls, livret de William F. Brown, créée au Majestic Theatre de Broadway le 5 janvier 1975.
Inspirée du roman de Lyman Frank Baum, Le Magicien d'Oz, elle a ensuite fait l'objet d'une adaptation cinématographique par Sidney Lumet en 1978 avec Diana Ross et Michael Jackson.

## Argument
Dorothy est une institutrice new yorkaise de 24 ans, timide et réservée, qui se retrouve emportée par une tornade dans le pays d'Oz où elle devra apprendre à se connaître elle-même.

## Fiche technique
- Titre : The Wiz
- Livret : William F. Brown d'après L. Frank Baum
- Lyrics : Charlie Smalls
- Musique : Charlie Smalls
  - Musique additionnelle : Luther Vandross, Timothy Graphenreed et George Faison
- Mise en scène : Geoffrey Holder
- Chorégraphie : George Faison
- Direction musicale et arrangements vocaux : Charles H. Coleman
- Orchestrations : Harold Wheeler et Timothy Graphenreed
- Décors : Tom H. John
- Costumes : Geoffrey Holder
- Lumières : Tharon Musser
- Producteur : Ken Harper
- Date de première : 5 janvier 1975
- Date de dernière :  28 janvier 1979
- Nombre de représentations consécutives : 1672
- Dates de sortie : 
  - États-Unis : 24 octobre 1978
  - France : 4 avril 1984

## Distribution originale
- Stephanie Mills : Dorothy
- Hinton Battle : L'épouvantail (Scarecrow)
- Tiger Haynes : Le bûcheron de fer-blanc (Tinman)
- Ted Ross :  Le lion
- André De Shields : Le magicien d'Oz (The Wiz)
- Dee Dee Bridgewater : Glinda
- Mabel King : Evillene
- Clarice Taylor : Addaperle
- Tasha Thomas  : Aunt Em

## Numéros musicaux

### Acte 1
- The Feeling We Once Had - Aunt Em
- Tornado Ballet - Company
- He's the Wizard - Addaperle and Munchkins
- Soon as I Get Home - Dorothy
- I Was Born on the Day Before Yesterday - Scarecrow and Crows
- Ease on Down the Road - Dorothy, Scarecrow and Yellow Brick Road
- Slide Some Oil to Me - Tinman, Dorothy and Scarecrow
- Mean Ole Lion - Lion
- Kalidah Battle - Dorothy, Scarecrow, Tinman, Lion, Kalidahs and Yellow Brick Road
- Be a Lion - Dorothy and Lion
- Lion's Dream - Lion and Poppies
- Emerald City Ballet (Psst) - Dorothy, Scarecrow, Tinman, Lion and Company
- So You Wanted to Meet the Wizard - The Wiz
- To Be Able to Feel (What Would I Do If I Could Feel) - Tinman

### Acte 2
- No Bad News - Evillene
- Funky Monkeys - Monkeys
- Everybody Rejoice - Dorothy, Scarecrow, Tinman, Lion and Winkies
- Who Do You Think You Are? - Dorothy, Scarecrow, Tinman et Lion
- Believe in Yourself - The Wiz
- Y'all Got It! - The Wiz
- A Rested Body Is a Rested Mind - Glinda
- Believe in Yourself (Reprise) - Glinda
- Home - Dorothy

## Récompenses et nominations
- 8 Tony Awards 1975 : Meilleure comédie musicale, meilleure adaptation d'un livre en comédie musicale, meilleure partition originale, meilleur comédien dans un second rôle (Ted Ross), meilleure comédienne dans un second rôle (Dee Dee Bridgewater), meilleurs costumes, meilleure chorégraphie, meilleure mise en scène.
- 5 Drama Desk Awards 1975 : Meilleure comédie musicale, Meilleurs lyrics et musique, meilleur comédien dans un second rôle (Ted Ross), meilleure chorégraphie, meilleurs costumes
- 5 nominations aux Drama Desk Awards 1975 : Meilleure comédienne (Stephanie Mills), meilleur comédien dans un second rôle (Hinton Battle), meilleure comédienne dans un second rôle (Mabel King), meilleure mise en scène d'une comédie musicale, meilleurs décors.